# XLRタイプコネクター
XLRタイプコネクターとは、米キャノン社（Cannon社）が開発した、XLR型と呼ばれるオーディオコネクターおよびその互換品を指す。キャノンコネクターとも呼ばれる。米キャノン社は、日本の光学機器製造企業のキヤノンとは無関係である。本製品を得意とするリヒテンシュタイン国ノイトリック社（NEUTRIK社）の社名をとってノイトリックコネクターとも呼ばれる。IEC規格(IEC 61076-2-103)になっている。XLRのXは、米キャノン社のXシリーズとして、LはLocking（固定）機構付きの、Rはコネクタ中の絶縁体種別から取ったもの。

## つくり

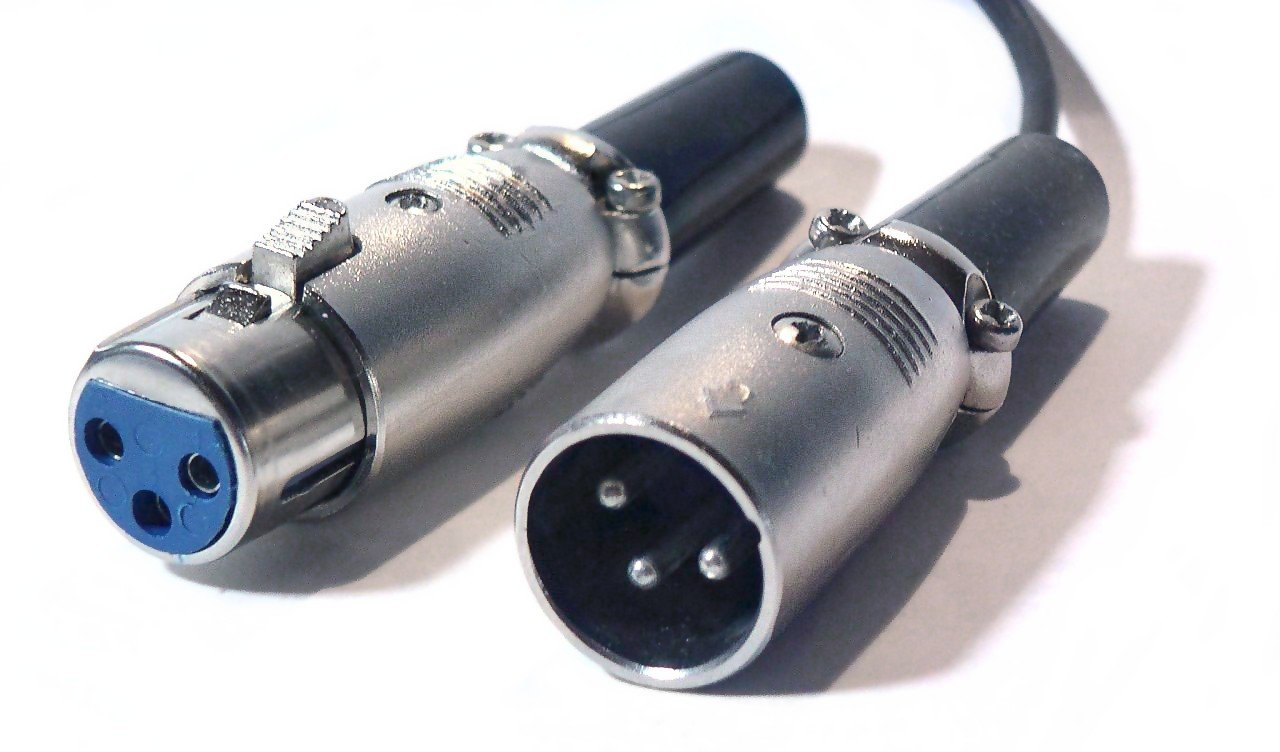
XLRコネクターの例。
左よりケーブル用メス、オス各端子。

XLRコネクターのピン配列。
メス側は青い。

1番ピンが他のピンより先に接続される構造となっている。1番ピンは原則接地（GND）であり、信号線接続の前に筐体間電位差が解消されるつくりである。このために抜き挿し時のノイズを嫌うオーディオ用音声コネクタとしてデファクトスタンダードの地位を築いた。
プラグ側がメス、ジャック（レセプタクル）側がオス電極という形状上の特徴があり、多数の電極が並んだ形状の割にコネクタの抜き差しが容易であり、ロック機構によって抜けにくいといった長所がある。
外観上は、舞台やスタジオの照明が反射しないよう艶消しの銀色や黒色とされる。
業務用・放送用機器あるいはハイエンド向けAV機器に多く使用されている。
1ピン当たりの電流容量が比較的大きいことから電源コネクタやスピーカー接続といった電力用途にも利用される。

## オーディオ用途における用例
現在のところ、平衡回路の接続において標準的なコネクタとなっている。マイクロフォンの接続用として最もメジャーになっているが、その他にもスピーカー接続用、デジタル伝送用、アナログオーディオ伝送用などの種類がある。
電子機器の場合、一般には外部に対して電圧を供給する出力側にメスコネクタを用いて不測のショート事故を防止するが、プロオーディオ分野に於いてはミキサーのマイク入力からマイクに対し電源（ファンタム、ファントム電源）を供給する需要があった。そこで、ミキサーの入力側のショート防止を優先し、機器同士をオス/メスのケーブルで接続する利便性を取ったために、一般の電子機器と逆にマイクなど出力側をオス、ミキサーなど入力側をメス端子にすることが一般的になった。
3極コネクタによる音声の平衡接続に於いて信号線の正相（HOTと呼ぶ）を2番ピンにするか3番ピンにするかは長い間混乱していたが、AESにより1992年に2番ピンをHOTとすることで規格化(AES14-1992)され、以降は2番HOTが国際標準となった。同時に5極コネクタに於ける2ch平衡接続のピンアサインも規格化された。

## 不平衡回路への接続
XLRコネクターからフォーンコネクターなど不平衡回路に接続する場合は、逆相側（COLDと呼ぶ。XLRの3番ピン）を非接続にするか、不平衡側のGNDに接続することとなる。
逆相側非接続で正相とGNDのみを接続することは元の信号のHot側半分だけ利用することに等しく、ノイズキャンセルはなされない。一方、逆相側を不平衡側GNDへ繋ぐということは、まさに平衡から不平衡へ切り替わることを意味する。
インピーダンス問題を避けるためにはマッチングトランスを用いて接続する方が好ましい（→インピーダンス整合）。
フォーンコネクタへの接続
XLRから2極フォーンコネクタ（Tip-Sleeve）につなぐ場合はXLRの2番がTipに、1番と3番がSleeveに繋がれるケーブルが出回っている。
XLRから3極フォーンコネクタ（Tip-Ring-Sleeve）につなぐ場合はXLRの2番がTipに、3番がRing、1番がSleeveに繋がれるものが標準的である。これはあくまで平衡モノラル前提であり、ステレオ信号として見ると、L信号に対する反転信号がR信号となっているわけで不自然である。
モノラル端子への入力
ステレオLR信号を無理やり混ぜてモノラル信号に変換するコネクタが市販されているが、これに前述のXLR-TRS（平衡モノラル）ケーブル等を介してマイク等を接続すると、HotとColdの逆信号同士が混ぜ合わされることとなるため、信号が相殺される無効な接続となる。すなわち平衡信号から不平衡モノラル信号を取り出す場合に途中に平衡モノラル用のXLR-TRS変換ケーブルを介するのは避けるべきである。
ステレオ端子への入力
ICレコーダー等の不平衡ステレオTRSへダイナミックマイクを無理やり繋ぐといった用途向けに、XLRの2番がTipとRing、1番と3番がSleeveに繋がれた変則配線のケーブル製品が出回っている。こちらであれば信号相殺とならず正相信号をLR共通の信号として取り出される。
家庭向けオーディオ機器のライン入出力
一般家庭向けのオーディオ機器にラインアウトやバランス接続用として採用されている場合もあるが、この場合、音楽信号はマイクロフォンの信号レベルよりも桁違いに大きなラインレベルとなり、ケーブルも収録業務と比較して短いため減衰もあまりせず、最初からケーブル部分は外部ノイズの影響を受けにくい上、オーディオ用は3つのピンのうち、1つが使用されていない。左右信号が独立しているという意味のオーディオ的なバランス接続用としてなら、左右のホットとアースが独立さえしていれば赤白RCA端子やミニプラグ2つ等でも可能で、従って本来の用途を考えた場合、このような使用方法に際立った利点はない。ただ、これ以外のオーディオ用に使われる端子は比較的小型であり金属端子のサイズの差による電気伝導率の差が微妙な信号の違い（音の違い）になる。
業務で使用される信頼性とファッション性から一般向けハイエンド製品に現在(2023年)まである程度採用されている。

## 電源コネクタとしての用例

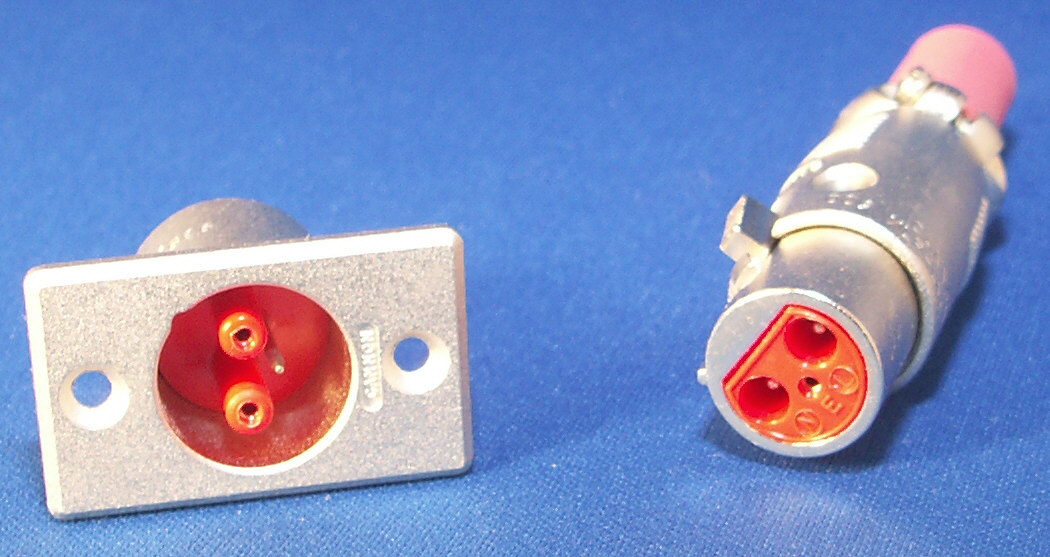
電源用3極コネクタ。
信号用と区別するため赤色を用いている。

日本国内においては放送機器の電源接続用として機器の筐体とACケーブルとの接続部分に多用された。この場合は2極のコネクタを用い接地極は設けなかった。現在ではこれに替わってIECタイプの3極コネクタが標準的に使用されるようになっている。
ITTキャノンは自社のXLRシリーズコネクタについて、一次電源用としての使用を認めていない。

## 主なメーカー
- ITTインターコネクト・ソリューション - XLRタイプコネクターを開発した企業Cannon（キャノン）社が現在米ITT社の傘下となり、社名をITTインターコネクト・ソリューションとしている。日本法人は「株式会社アイティティキャノン」[4]。
- スイッチクラフト
- ノイトリック
- ヒロセ電機
- 日本航空電子工業（既に同社2007年版カタログには存在しない)
- アンフェノール (企業)（英語版）

## 知られている問題
このコネクタがバランス伝送用とうたって搭載されていても、内部ではアンバランス接続になっているアンプが存在する。
また、4ピン以上の多極コネクターにおいて、ピンの物理的な配列が一部メーカーで異なる場合があるので注意が必要である。6極コネクターには5極が入ってしまうことがあるため6Aコネクターが存在する。6と6Aは互換性がない。
一部の製品のコンボジャック端子ではXLR3極コネクターとの組み合わせにより、ファンタム電源が供給がされない不具合が報告されている。

## 主な関連規格
- AES14-1992 - XLRコネクターの極性、接続の方向性に関して定義された。
- AES3-2003 (AES3-1992)  - デジタルオーディオ信号のバランス伝送の接続に関して定義された。